# Schloss Ebnet

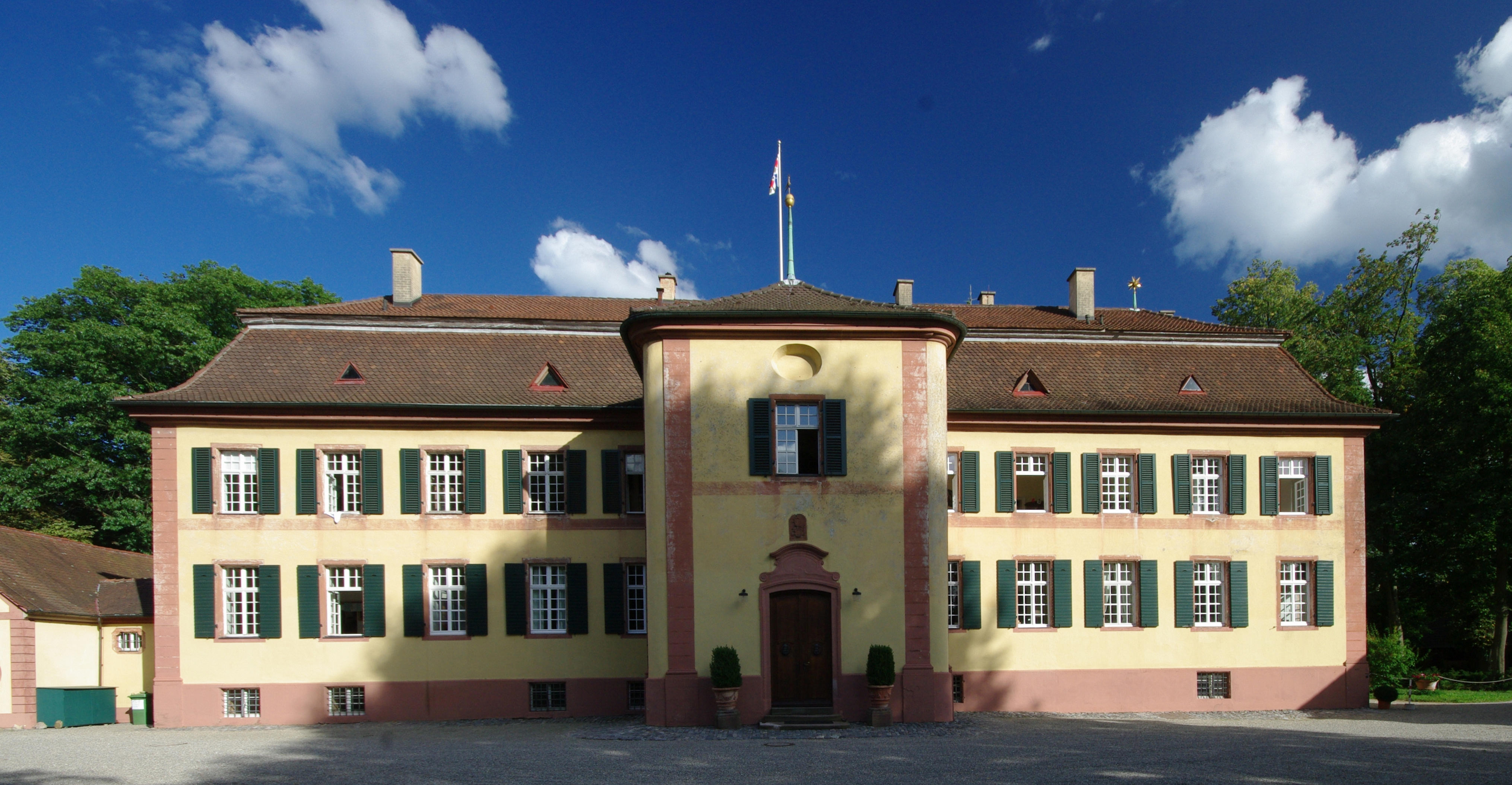
Hauptgebäude

Schloss Ebnet ist ein barockes Herrenhaus in Ebnet, einem Stadtteil von Freiburg im Breisgau.

## Geschichte

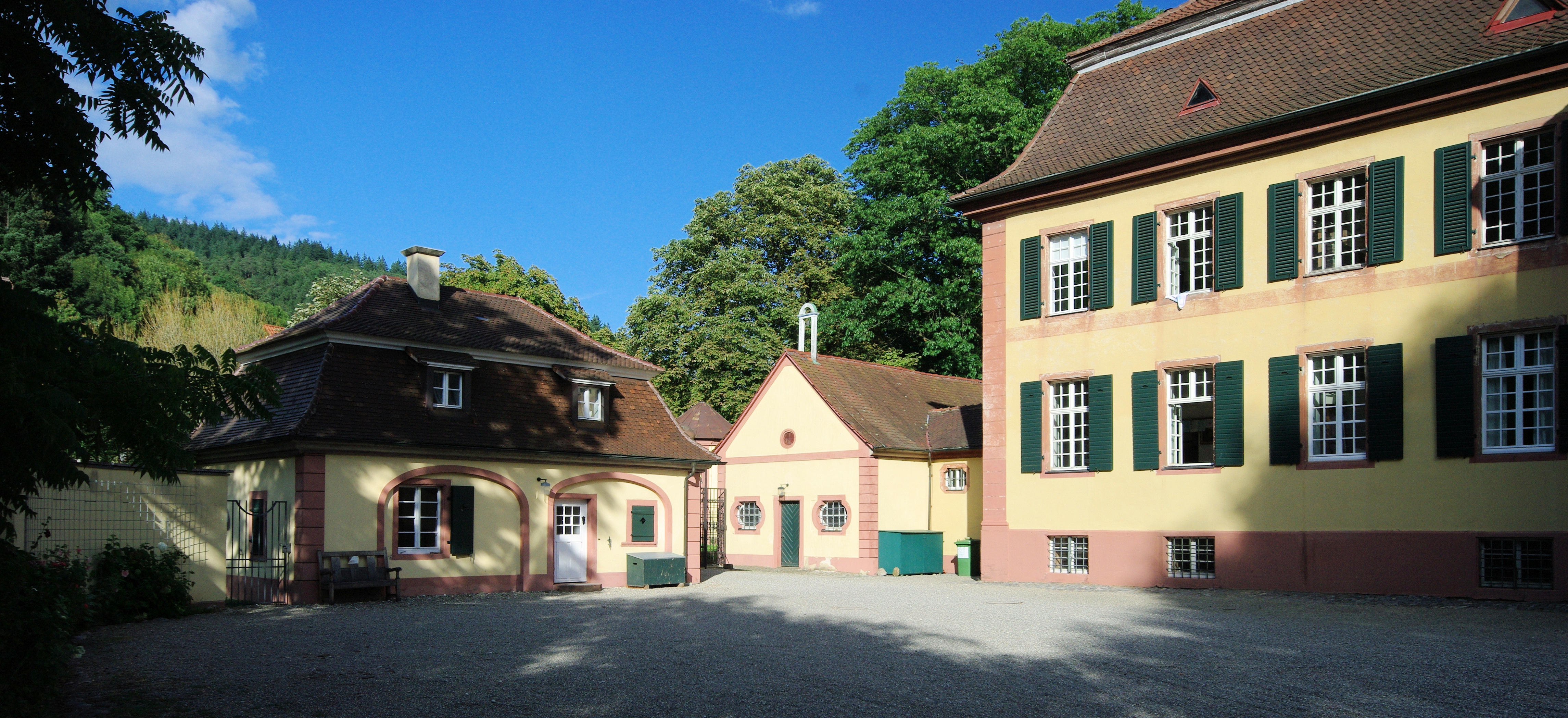
Wirtschaftsgebäude, Kapelle und Hauptgebäude

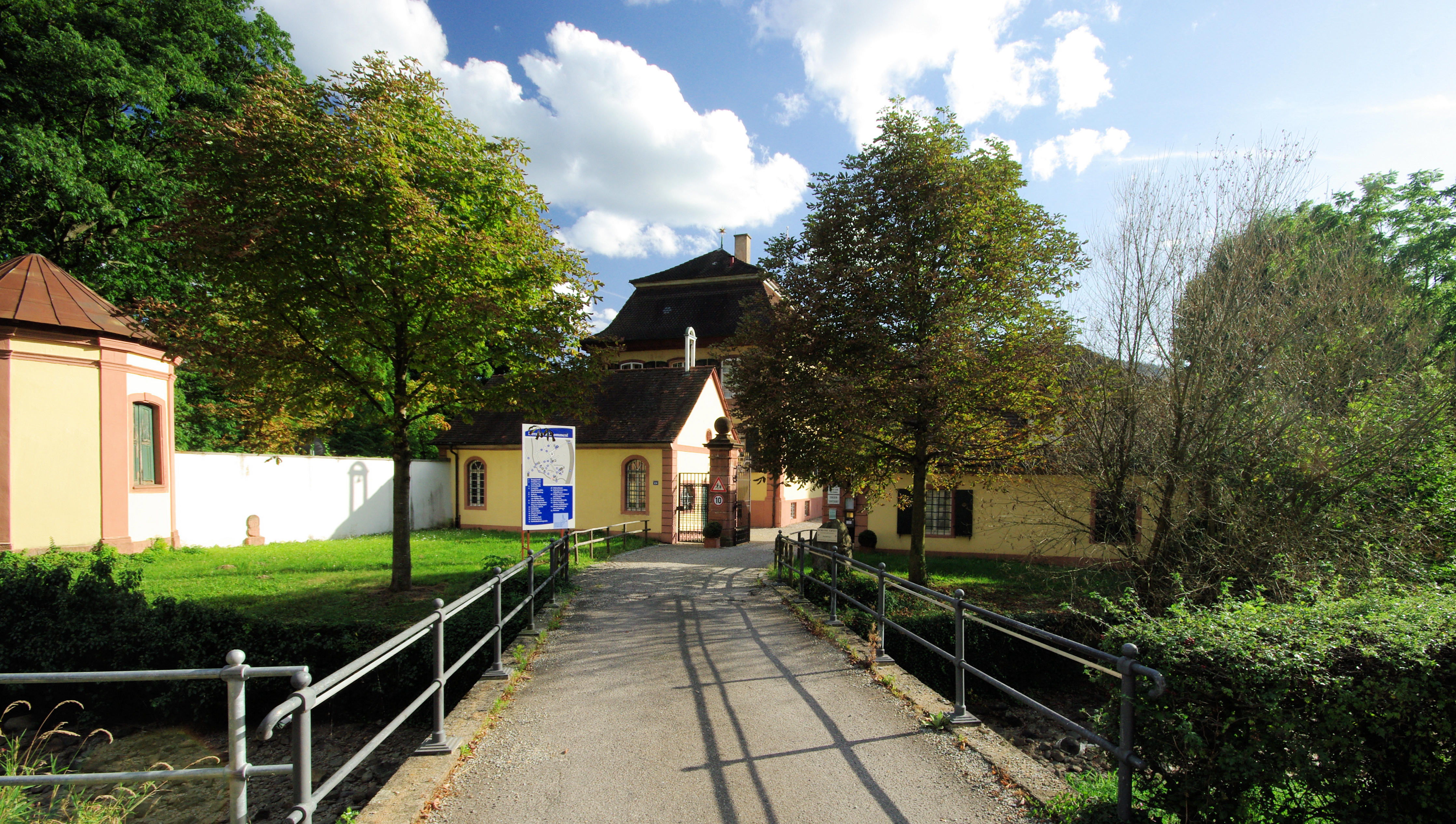
Zufahrt und Tor, dahinter die Kapelle

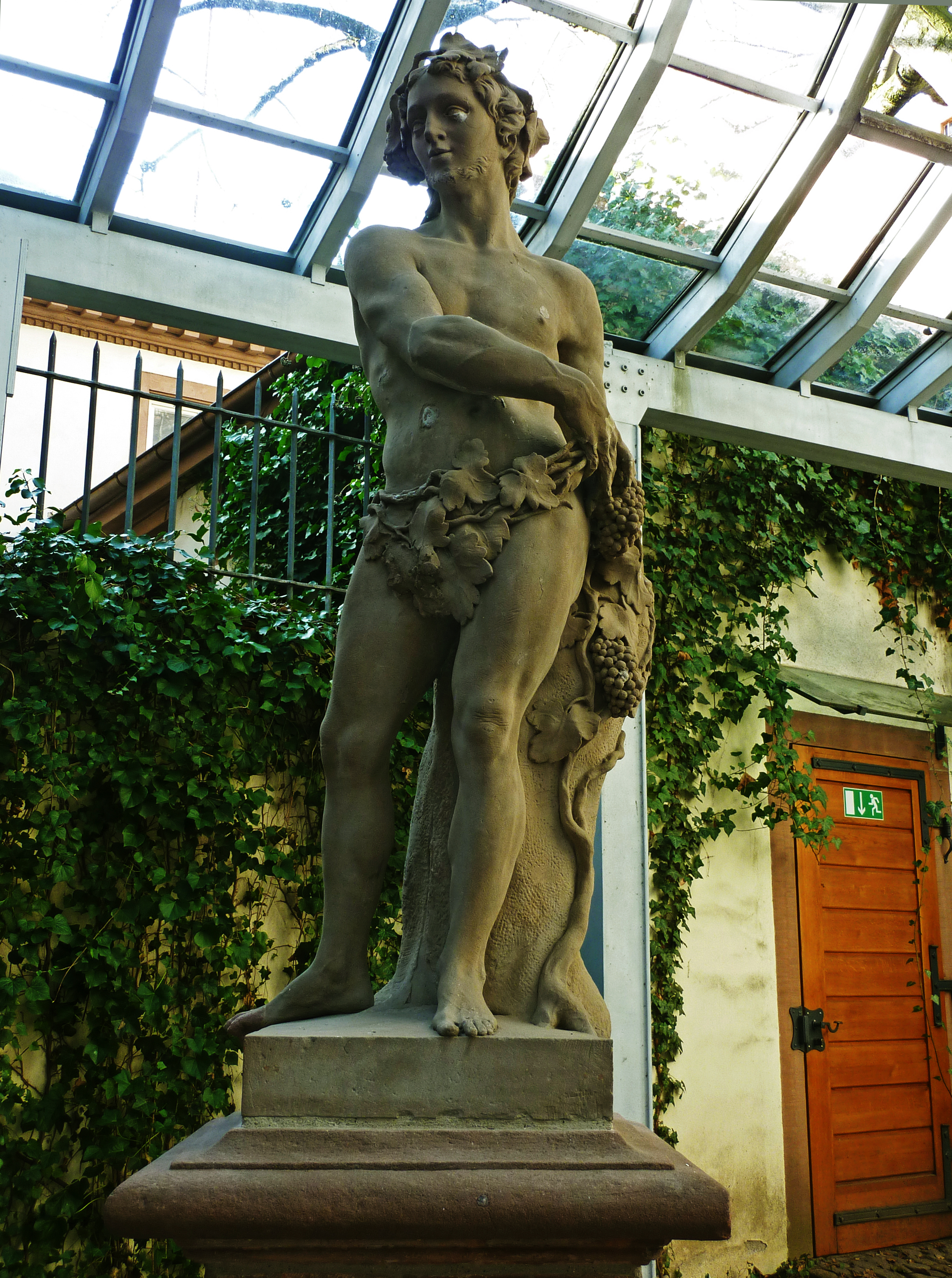
Der Herbst (J. C. Wentzinger)

Schon 1113 erwarb das Kloster St. Peter auf dem Schwarzwald durch Gütertausch von Herzog Berthold von Zähringen Besitz in Ebnet. Bereits 1348 wird ein Ritter Schnewlin von Landeck, Angehöriger einer einflussreichen Familie im Breisgau, als Herr auf Ebnet bezeichnet. Ebnet kam 1568 durch die Heirat von Anna von Landeck, der letzten Vertreterin der Familie Schnewlin von Landeck, in den Besitz der Freiherrn von Sickingen, einem badischen Adelsgeschlecht.
Sie ließen in Ebnet 1696 an der Stelle einer Wasserburg ein Herrenhaus bauen und nutzten es als Sommerresidenz. Ihr Stadtpalais in Freiburg ist heute der Sitz des Landgerichts. Die Grundherrschaft der Freiherrn wurde 1804 mit dem Breisgau dem Badischen Staat übertragen, dem die Sickinger auch 1809 das Schloss verkauften. Der Enkel des Großherzogs Carl veräußerte es 1811 weiter an die Freiherrn von Gayling von Altheim, die es noch heute bewohnen.
Das Schloss wurde ab 1748 im Auftrag von Freiherr Ferdinand Sebastian von Sickingen-Hohenburg nach einem Entwurf des Architekten Johann Jacob Fechter aus Basel errichtet, weil der Vorgängerbau den Ansprüchen des Bauherrn nicht mehr entsprach. Für die künstlerische Ausgestaltung wurden bedeutende Barockkünstler der Region herangezogen, insbesondere Christian Wentzinger, von dem die menschengroßen Sandsteinplastiken im Schlosspark stammen, deren Originale sich mittlerweile im Stadtmuseum befinden. Die Stuckaturen in den 14 Räumen des Schlosses stammen von dem Wessobrunner Hans Georg Gigl, die reich verzierten Stuckmasken im Gartensaal von Wentzinger. Die Deckengemälde vor allem des Gartensaals sind hauptsächlich allegorischen Inhalts, gemalt 1750 vom Allgäuer Künstler Benedikt Gambs. Die Decke des Gartensaals ist vom Künstler signiert. Nach dem Tode Gambs wurde das Deckengemälde des prächtigen Treppenaufgangs von Johann Pfunner (*circa 1713/16 - †1788), der aus Tirol stammte und in Freiburg lebte, geschaffen.

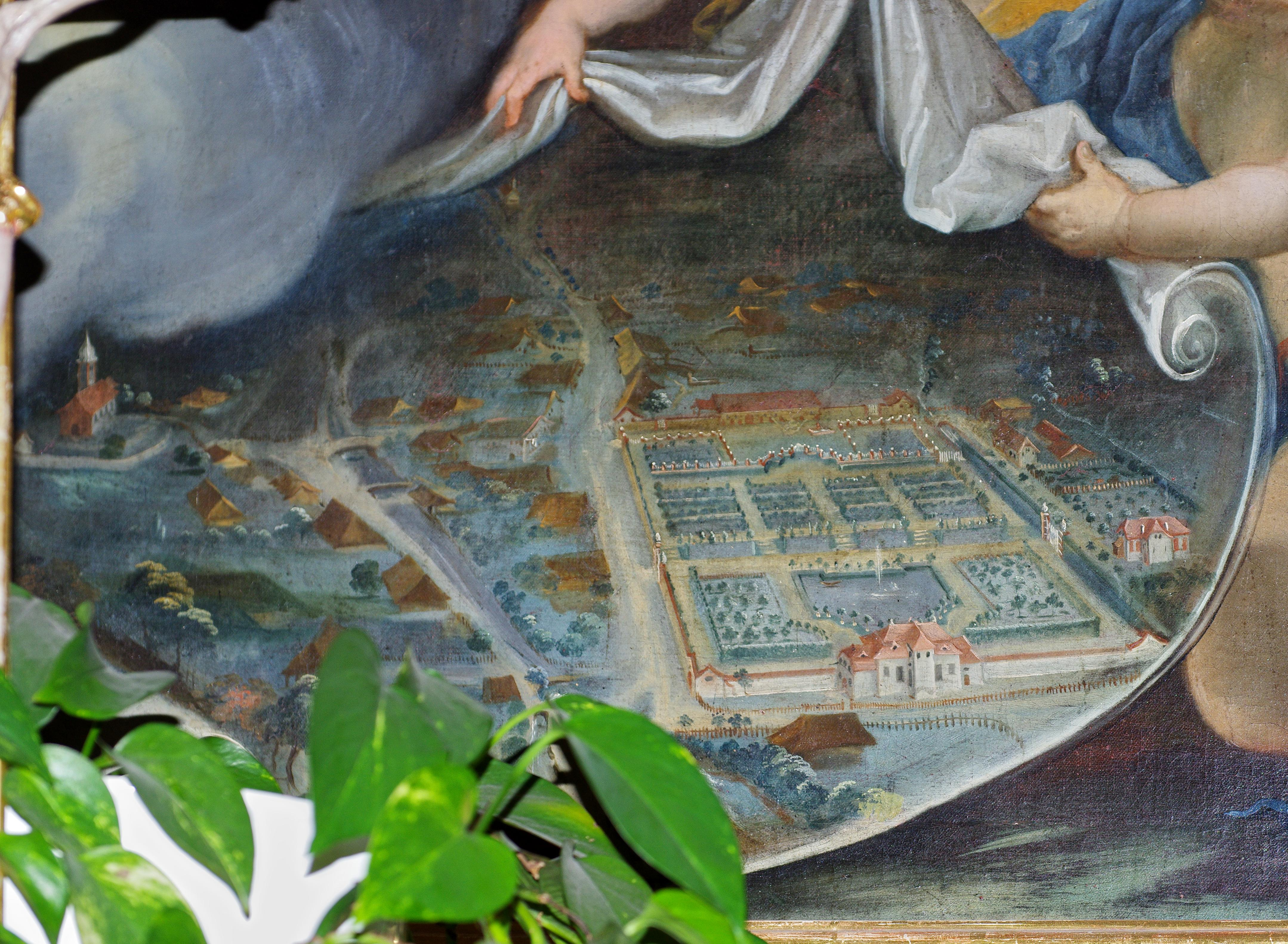
Ortsbild und Schloss um 1730, Altarbild in der Kirche

Das Aussehen vor dem Umbau ist auf dem Hochaltarbild in der Ebneter Pfarrkirche St. Hilarius dokumentiert. Das Bild wurde 1730 von Franz Bernhard Altenburger gemalt und zeigt Hilarius und den zweiten Patron der Kirche, den heiligen Remigius, wie sie die Gnadengaben Gottes auf Ebnet herablenken, dessen Ortsansicht Engelkinder entrollen. In dieser Ortsansicht ist das frühere Aussehen des Ortes und des Schlosses zu sehen.
Während des Zweiten Weltkriegs wurde das Schloss zwar nicht bombardiert, die Sprengung der Eschbachbrücke vor dem Schloss durch den Volkssturm richtete allerdings erhebliche Schäden an. Zahlreiche Fenster und Teile des Daches gingen zu Bruch. Am schlimmsten traf es das Deckengemälde im Gartensaal, das später wiederhergestellt wurde.
Im Schloss und den Nebengebäuden waren während des Kriegs bis zu 100 Flüchtlinge aus dem Ruhrgebiet, aus Ludwigshafen, aber auch aus Freiburg und Umgebung untergebracht. Auch der spätere Kultusminister von Bayern, Hans Maier, verbrachte die Bombennacht des 27. November 1944 im Ebneter Schlosskeller. Die letzten Flüchtlinge verließen erst 1950/51 das Anwesen. Die Küche befand sich ursprünglich im Kellergeschoss und wurde erst 1958 in das Erdgeschoss verlegt. Das Schloss diente auch als einer der Drehorte des 1958 erschienenen Musik- und Heimatfilms Schwarzwälder Kirsch.
Das Schloss wurde in den 1980er-Jahren umfassend restauriert. Im Schlosspark wurde an Stelle einer Remise der Theodor-Egel-Saal errichtet, der nun als Proberaum für den Freiburger Bachchor dient. Heute ist das Schloss selbst zu besonderen kulturellen Veranstaltungen wie dem Ebneter Kultursommer oder am Tag des offenen Denkmals für die Öffentlichkeit zugänglich. Diverse Nebengebäude können für verschiedene Veranstaltungen gemietet werden.
1991/92 wurde die beim Reitverein Rosenstiel in Littenweiler abgebaute historische Reithalle, mit einer Reitbahn von 20 × 40 m, im Ebneter Schlosspark originalgetreu wieder aufgebaut. In der Reithalle befindet sich die Holzingstube, die nach Max Freiherr von Holzing-Berstett (1867 bis 1936) benannt ist. Holzing-Berstett war Dressurreiter und maßgeblich an den heute geltenden internationalen Dressurregeln beteiligt. In der Stube ist seit 2006 auch die „Storchenschule Ebnet“, die dort dauerhaft Infos zum Leben der Tiere präsentiert.

## Bau
Die Schlossanlage gehört zum Typ „Hôtel entre Cour et Jardin“ – Palais zwischen Hof und Garten. Die Gebäudegruppe besteht aus vier Teilen: dem Pförtnerhaus, dem gegenüberliegenden Wirtschaftsgebäude, der Kapelle und dem Hauptgebäude, die sich um einen geräumigen Hof gruppieren. Die Hauptfassade wendet sich dem Garten zu. Ein vorgeschobener Mittelgiebel ist mit dem von Christian Wentzinger gestalteten prächtigen Wappen der Familie geschmückt und wird durch den Balkon und die doppelläufige Freitreppe – letztere in Abänderung des Entwurfs von Fechter von Wentzinger entworfen – noch betont.
Der mit der Bauausführung beauftragte Unternehmer war der Oberallgäuer Baumeister Simon Schratt (1714–1781) aus Altstätten. Am anderen Ende des Gartens liegen die Nebengebäude wie Ställe, Remisen und Scheunen.
Um das Schloss sanieren (voraussichtliche Kosten mindestens zwei Millionen Euro) und erhalten zu können, planten die Eigentümer ab 2018 in Reithalle und Scheune ein Ferienwohnungsresort samt Restaurant zu bauen und zusätzlich Neubauten mit Ferienwohnungen zu errichten. Nachdem die Pläne von den Anwohnern und vom Ortschaftsrat Ebnet wegen Lärmschutzbedenken kritisiert worden waren, wurden die Pläne überarbeitet.

## Schlosskapelle
Am Eingang steht links, dem Pförtnerhaus gegenüber, die Heilig-Kreuz-Kapelle. Sie wurde schon 1732, also vor der Errichtung des Schlosses erbaut und wurde dann Teil der Schlossanlage. Sie wurde bei Umbaumaßnahmen um 1748 mit dem Nordflügel des Schlosses verbunden und diente als Gottesdienst- und Gebetsraum für die Schlossherrschaft. Ab 1811 wurde sie, ihrer Ausstattung schon beraubt, als Schlossküche genutzt. Nachdem die Schlossküche wieder ins Hauptgebäude verlegt worden war, diente die Kapelle nach Instandsetzung ab 1958 der evangelischen Gemeinde Dreisamtal als Gottesdienstraum. Von 1979 bis 1984 war sie die Kirche der orthodoxen Gemeinde Johannes der Täufer. Nach erneuter Profanierung und nachfolgender Restaurierung wurde das Freiherrlich Gayling von Altenheimsche Gesamtarchiv hier untergebracht. Nachdem das Archiv vom Staatsarchiv übernommen worden war, ist die Kapelle nach Umbau am 29. Oktober 2017 als Sickingen-Kapelle wieder ihrer ursprünglichen Bestimmung zugeführt worden. Allerdings steht sie jetzt auf Wunsch des Hausherren jeder Glaubensrichtung offen. Auch eine neue Glocke wurde gegossen.

## Anbindung
Über die Bushaltestelle Ebnet Rathaus bietet die Linie 18 eine Anbindung an die Straßenbahnlinie 1. An der Dreisamhalle besteht eine Station des Fahrradverleihsystems Frelo. Der FR 1 verläuft auf der gegenüberliegenden Seite der Dreisam. Der Radschnellweg von Freiburg nach Kirchzarten ist entlang der Schwarzwaldstraße geplant.